# Kanton Meise
Kanton Meise is een kanton in de Belgische provincie Vlaams-Brabant en het arrondissement Halle-Vilvoorde. Het is de bestuurslaag boven die van de desbetreffende gemeenten, tevens is het een gerechtelijk niveau waarbinnen een vredegerecht georganiseerd wordt dat bevoegd is voor de deelnemende gemeenten. Beide types kanton beslaan niet noodzakelijk hetzelfde territorium.

## Gerechtelijk kanton Meise
Meise is een gerechtelijk kanton met zetel in Meise dat een vredegerecht inricht en gelegen is in het gerechtelijk arrondissement Brussel.
Dit gerechtelijk kanton is bevoegd voor de gemeenten Grimbergen, Kapelle-op-den-Bos, Londerzeel, Meise en Wemmel.
De vrederechter is bevoegd bij gezinsconflicten, onderhoudsgeschillen, voogdij, voorlopige bewindvoering, mede-eigendommen, appartementseigendom, burenhinder ...

## Kieskanton Meise
Het kieskanton Meise ligt in het provinciedistrict Halle-Vilvoorde, het kiesarrondissement Halle-Vilvoorde en de kieskring Vlaams-Brabant. Het omvat de gemeenten Grimbergen (met deelgemeenten Beigem, Humbeek en Strombeek-Bever), Londerzeel (met deelgemeenten Malderen en Steenhuffel), Meise (met deelgemeente Wolvertem en het dorp Oppem, deel van de voormalige gemeente Brussegem) en Kapelle-op-den-Bos (met deelgemeenten Ramsdonk en Nieuwenrode) en bestaat uit 59 stembureaus.

### Structuur
| Meise            | Meise            | Supranationaal         | Nationaal                         | Nationaal                | Gemeenschap              | Gewest                   | Provincie                | Arrondissement  | Provinciedistrict | Kanton          | Gemeente                                            | District         |
| ---------------- | ---------------- | ---------------------- | --------------------------------- | ------------------------ | ------------------------ | ------------------------ | ------------------------ | --------------- | ----------------- | --------------- | --------------------------------------------------- | ---------------- |
| Administratief   | Niveau           | Europese Unie          | België                            | België                   | Vlaanderen               | Vlaanderen               | Vlaams-Brabant           | Halle-Vilvoorde | Halle-Vilvoorde   | Halle-Vilvoorde | Grimbergen, Kapelle-op-den-Bos, Londerzeel en Meise | -                |
| Administratief   | Bestuur          | Europese Commissie     | Belgische regering                | Belgische regering       | Vlaamse regering         | Vlaamse regering         | Deputatie                | Deputatie       | Deputatie         | Deputatie       | Gemeentebestuur                                     | Districtscollege |
| Administratief   | Raad             | Europees Parlement     | Kamer van volksvertegenwoordigers | Vlaams Parlement         | Vlaams Parlement         | Vlaams Parlement         | Provincieraad            | Provincieraad   | Provincieraad     | Provincieraad   | Gemeenteraad                                        | Districtsraad    |
| Kiesomschrijving | Kiesomschrijving | Nederlands Kiescollege | Kieskring Vlaams-Brabant          | Kieskring Vlaams-Brabant | Kieskring Vlaams-Brabant | Kieskring Vlaams-Brabant | Kieskring Vlaams-Brabant | Halle-Vilvoorde | Halle-Vilvoorde   | Meise           | Grimbergen, Kapelle-op-den-Bos, Londerzeel en Meise | -                |
| Verkiezing       | Verkiezing       | Europese               | Federale                          | Federale                 | Vlaamse                  | Vlaamse                  | Provincieraads-          | Provincieraads- | Provincieraads-   | Provincieraads- | Gemeenteraads-                                      | Districtsraads-  |